# Henri Pousseur
Henri Pousseur (ur. 23 czerwca 1929 w Malmedy, zm. 6 marca 2009 w Brukseli) – belgijski kompozytor i pedagog.

## Życiorys
Studiował w konserwatorium w Liège (1947-1952) i w konserwatorium w Brukseli (1952-1953). Wpływ na jego twórczość wywarł Anton Webern. Część jego twórczości to muzyka eksperymentalna. Pisał muzykę serialną, w której różne elementy muzyki były ściśle kontrolowane, oraz muzykę aleatorystyczną, opartą na nieprzewidywalności. Pomagał w zakładaniu studiów muzyki elektronicznej w Kolonii (1954), Mediolanie (1956) i Brukseli (1958). W 1970 został wykładowcą uniwersytetu w Liège, nauczał muzyki w wielu miastach Europy i USA. 

## Twórczość
Jego ważniejsze dzieła to Symphonie dla 15 solistów (1955), Électre na taśmę magnetyczną (1960), utwór Couleurs croisées (seria niezwyczajnych wariacji na temat piosenki o prawach obywatelskich We Shall Overcome, 1967), kontynuacja tego utworu Croisées des couleurs croisées (1970) na głos żeński, fortepiany, magnetofony i dwa odbiorniki radiowe, opera Votre Faust (1969), Ephémerides d’Icare na fortepian i instrumenty (1970), Invitation à l’Utopie (1971), Liège à Paris (1977), Le Seconde Apothéose de Rameau (1981) na orkiestrę kameralną, kantata Traverser la forêt (1987 i La lune et les flots (1989). Pisał też prace teoretyczne, m.in. Fragments théoriques I sur la musique expérimentale (1970).